# Nauru a 2004. évi nyári olimpiai játékokon
Nauru a görögországi Athénban megrendezett 2004. évi nyári olimpiai játékok egyik részt vevő nemzete volt. Az országot az olimpián 1 sportágban 3 sportoló képviselte, akik érmet nem szereztek.

## Súlyemelés
Férfi

| Versenyző     | Versenyszám | Szakítás | Szakítás | Lökés    | Lökés    | Összesen | Helyezés |
| Versenyző     | Versenyszám | Eredmény | Helyezés | Eredmény | Helyezés | Összesen | Helyezés |
| ------------- | ----------- | -------- | -------- | -------- | -------- | -------- | -------- |
| Yukio Peter   | 69 kg       | 135,0    | 12.      | 167,5    | 7.       | 302,5    | 8.       |
| Itte Detenamo | +105 kg     | 155,0    | 16.      | 192,5    | 14.      | 347,5    | 14.      |

Női

| Versenyző              | Versenyszám | Szakítás | Szakítás | Lökés    | Lökés    | Összesen | Helyezés |
| Versenyző              | Versenyszám | Eredmény | Helyezés | Eredmény | Helyezés | Összesen | Helyezés |
| ---------------------- | ----------- | -------- | -------- | -------- | -------- | -------- | -------- |
| Reanna Maricha Solomon | +75 kg      | 95,0     | 10.*     | 125,0    | 10.*     | 210,0    | 11.      |

* - egy másik versenyzővel azonos eredményt ért el